# 松永香織
松永 香織（まつなが かおり、1976年2月25日 - ）は、東京都出身の女優。身長は162cm、体重は46kg、血液型はA型。劇団青年座に所属していた。

## 人物・略歴
明治学院高校、清泉女子大学英語英文科卒業。
趣味は読書、パソコン、音楽を聴くこと。

## 出演歴

### テレビドラマ
- 火曜サスペンス劇場 弁護士 高林鮎子30「やまびこ6号・十和田湖に泣く女、交通事故が狂わせた家族愛と鉄壁アリバイ」（2002年5月7日、日本テレビ） - 野沢瞳 役
- 相棒 Season3  第6話「第三の男」（2004年12月1日、テレビ朝日） - 池田宏美 役
- 黒革の手帖（2004年10月14日 - 12月9日、テレビ朝日）
  - 第4話「銀座の頂点へ」（11月11日）
  - 第6話「一晩二億の女」（12月2日）
- 暴れん坊将軍シリーズ（テレビ朝日） - 御庭番・あざみ 役
  - 暴れん坊将軍XI（2001年7月5日 - 12月17日）
  - 暴れん坊将軍XII（2002年7月8日 - 9月9日）
  - 最終回スペシャル（2003年4月7日）
- 特捜戦隊デカレンジャー Episode.28「アリエナイザー・リターンズ」（2004年11月11日、テレビ朝日） - 鉄幹の母親 役
- H2〜君といた日々 第6話「初勝利...キスしていいですか？」（2005年2月10日、TBS） - レイコ 役
- おかみ三代女の戦い（1995年1月25日 - 3月23日、TBS） - 小池晴美 役
- 稲川淳二の恐怖物語 スペシャル3「REIKO」（1999年8月14日、YTV）
- あぶない放課後  Final Step「大逆転⁉︎恋の結末は...」（1999年6月21日、ANB）
- 離婚弁護士Ⅱ〜ハンサムウーマン〜 第3話「離婚詐欺」（2005年5月3日、フジテレビ）
- 恋するトップレディ 第2話「涙の決選投票日!」（2002年1月15日、フジテレビ）
- 美女か野獣 第5話「悲しきプロポーズ」（2003年2月6日、フジテレビ） - ナツキ 役
- 僕だけのマドンナ （2003年7月7日 - 9月15日、フジテレビ）
  - vol.1「出会い」（7月7日）
  - vol.11「スタジアムの奇跡」（9月15日）
- おばさんデカ 桜乙女の事件帖10「夫が犯人⁉︎巧妙に仕組んだ罠に挑むオカメ刑事...謎の女性白骨死体が叫ぶ怨念が犯人を暴く」（2002年3月22日、フジテレビ 金曜エンターテイメント）
- 彼女が死んじゃった（2004年1月17日 - 3月13日、日本テレビ）
- ドゥニチラヴ episode12「週末の扉」（2003年3月31日、テレビ東京）
- 港町人情ナース 若葉の事件カルテ「白骨死体が語る15年前の悲劇と謎の子守唄」（2006年9月20日、テレビ東京 水曜ミステリー9）
- 小早川伸木の恋  第3話 「嘘から始まる幸せ」（2006年1月26日、CX）
- 万引きGメン二階堂雪14「優しい殺意」（2006年5月8日、TBS） - 佐山（さがみ野記念病院看護師）役
- 大河ドラマ 葵 徳川三代（2000年1月9日 - 12月17日、NHK） - おちょぼ 役
- 御宿かわせみ 第三章 第11話（2005年7月29日、NHK） - 結婚に失敗した姉 役
- 慶次郎縁側日記 第1シリーズ 第4話（2004年9月17日、NHK） - 里和 役
- 八丁堀の七人 第5シリーズ 第6話「女盗賊の涙!二人の息子の対立を...」（2004年2月9日、テレビ朝日） - お美代 役
- アテンションプリーズ 第10話「翔べ!!恋の翼にのって」（2006年6月21日、フジテレビ） - 頭痛の女 役

### 映画
- 東京失格（2006年8月19日、P-Kraft）

### オリジナルビデオ
- 稲川淳二の恐怖物語 特別篇「REIKO」（1999年7月25日、ビデオプランニング）

### CM
- マリア 君たちが生まれた理由
- ハウス食品
- サントリー 膳
- KDDI 家族割
- レセナ
- WOWOW

### 舞台
- 女狂言
- 機関車トーマスとなかまたち
- 椿姫

### TV
- タイムショック21 スペシャル（2001年10月8日、テレビ朝日系）

「超豪華! 秋の番組祭りスペシャル!!」
▽はみ刑事・柴田恭兵も将軍・松平健も超緊張!! 激マジ 1000万争奪戦
▽鉄拳制裁!! ロンブーぶち切れ! ココリコ美形! ガオレンジャーにカイヤ熱愛▽関口宏と爆笑問題が...
- 日立 世界・ふしぎ発見!（2004年7月3日、TBS系）「西オーストラリア大紀行 岩に刻まれた太古の記憶を求めて」
- 日立 世界・ふしぎ発見!（2012年1月28日、TBS系列）「スーパー絶景2012 今見ておくべき 地球の姿スペシャル」